# Donkey Kong Land
Donkey Kong Land, i Japan kallat Super Donkey Kong GB, är ett datorspel utvecklat av Rareware och utgivet Nintendo, och ursprungligen släppt till Game Boy i juni 1995.